# Assassinats a Bastia
Assassinats a Bastia (títol original en francès, Tensions sur le Cap Corse) és un telefilm francès del 2017 dirigit per Stéphanie Murat. S'ha doblat i subtitulat al català.
Es va rodar els mesos de setembre i octubre de 2016 al Cap Cors, principalment a Bastia i Canari. El primer títol considerat va ser Meurtres à Bastia.